# استل پارسونز
استل پارسونز (انگلیسی: Estelle Parsons؛ ‏ ۲۰ نوامبر ۱۹۲۷) بازیگر اهل ایالات متحده آمریکا است. وی از سال ۱۹۶۱ میلادی تاکنون مشغول فعالیت بوده‌است.

## فیلم‌شناسی
از فیلم‌ها یا برنامه‌های تلویزیونی که وی در آن نقش داشته‌است، می‌توان به همگی در خانواده، بانی و کلاید، راشل، راشل، هیچ‌گاه برای پدرم آواز نخواندم، بدون پسران زندگی معنا ندارد، دو آدم، همگی در خانواده، به خاطر پیت، خواهران لیمو و آب را نخورید اشاره کرد.